# Fireball (serie animata)
Fireball (ファイアボール?, Faiabōru) è una serie televisiva anime prodotta da Walt Disney Japan in collaborazione con TMS Entertainment. È formata da episodi brevi di due minuti realizzati interamente tramite CGI. La serie è andata in onda su Tokyo MX nel corso del 2008.
Sono state prodotte anche una serie prequel, Fireball Charming (2008), e due sequel, Fireball Humorous (2017) e Fireball Gebäude (2020).

## Trama
La serie si svolge nel 47° millennio e ruota intorno a due robot che abitano in una gigantesca villa; la duchessa ginoide Drossel von Flügel e il suo massiccio servitore aracnoide ciclopico, Gedächtnis. Drossel è stato fabbricato con la mente di una ragazza di 14 anni mentre Gedächtnis con la mente di un uomo sui 50 anni sebbene entrambi siano noti per avere almeno 2.800 anni. Nel corso della storia si scopre che Gedächtnis è legato alla famiglia von Flugel da 2.800 anni e che era suo dovere rimanere al fianco di Drossel per tutto quel tempo. Durante il corso degli eventi, i protagonisti stringono un'amicizia con Schadenfreude, robot simile ad una scimmia, dove quest'ultimo si unisce al gruppo dei due robot.

## Produzione
L'anime è stato prodotto da Walt Disney Japan in collaborazione con TMS Entertainment e diretto da Wataru Arakawa con Hidemi Akao, Hitoshi Uehara, Mayumi Kawanishi e Nobumasa Hoshino che si sono occupati della composizione della serie, mentre Hitoshi Fukuchi e Takayuki Yanase hanno curato il character design.
Il 10 agosto 2010 è stato annunciato sul blog ufficiale della serie che una seconda serie intitolata Fireball Charming e prequel della prima sarebbe uscita nel corso del 2011. Un'altra serie intitolata Fireball Humorous, ambientata dopo gli eventi della prima, è uscita nell'ottobre 2017 in Giappone e si è conclusa nel dicembre dello stesso anno. Una quarta serie, intitolata Fireball Gebäude Bäude è stata trasmessa nel novembre 2020 su Disney Channel e in seguito anche su Disney+.